# Dicranomyia azorica
Dicranomyia azorica là một loài ruồi trong họ Limoniidae. Chúng phân bố ở miền Cổ bắc.